# Praia Melão
Praia Melão és una localitat de São Tomé i Príncipe, a la platja. Es troba al districte de Mé-Zóchi, al nord-est de l'illa de São Tomé. La seva població és de 2.296 (2008 est.).

## Evolució de la població
| 2001  | 2008  |
| 2.014 | 2.296 |